# Andriana (Madagaskar)

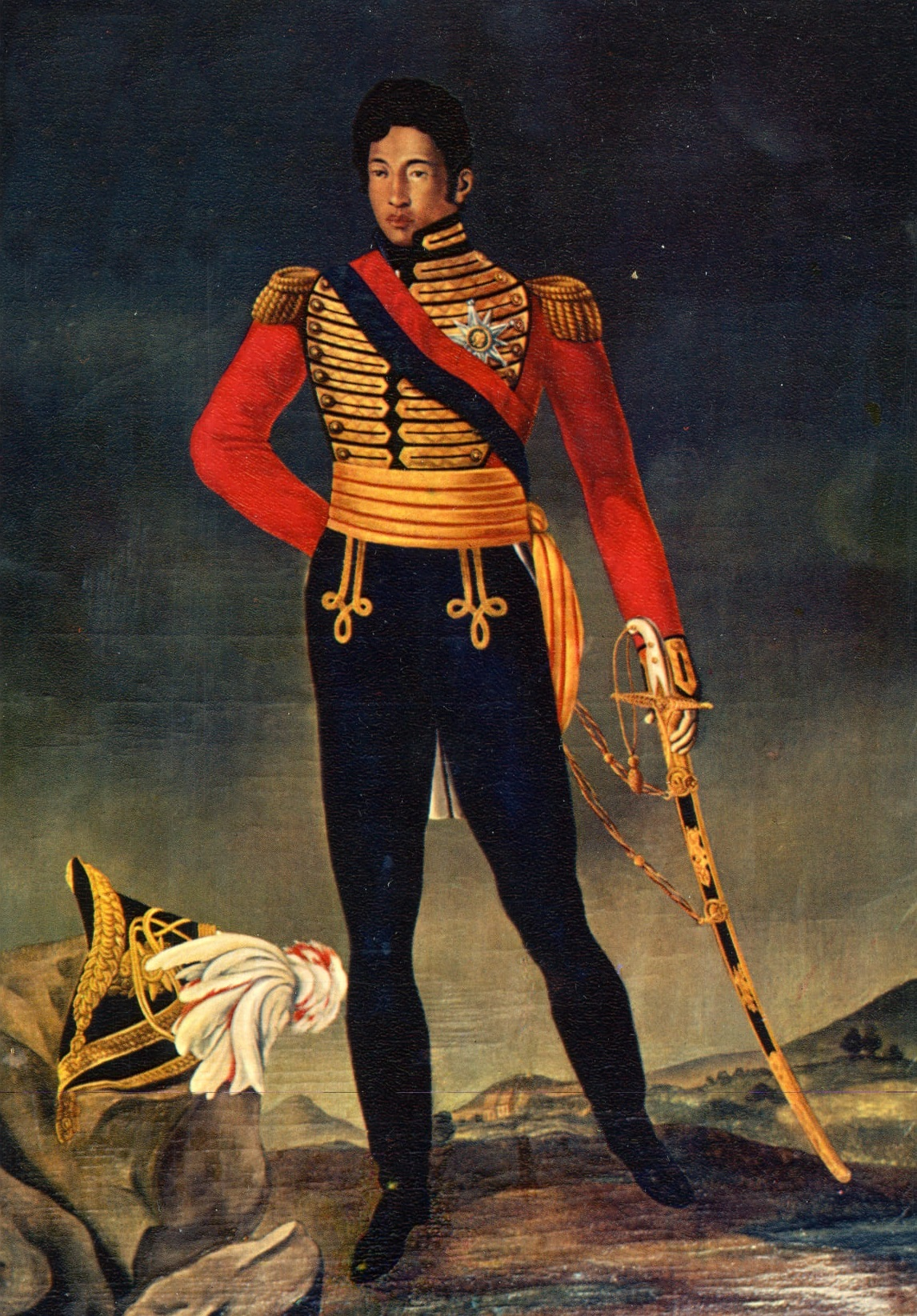
Radama I, porträtt av Philippe-Auguste Ramanankirahina.

Andriana var en av de tre sociala kasterna inom den traditionella merinakulturen i kungariket Madagaskar, vid sidan av Hova och  Andevo.
Andriana utgjorde den högsta klassen, över Hova, de fria medborgarna, och slavarna, Andevo. De utgjorde krigarklassen, prästklassen och omfattade även kungligheterna bland sina undergrupper.